# 福岡県小学校の廃校一覧
福岡県小学校の廃校一覧（ふくおかけんしょうがっこうのはいこういちらん）は、福岡県内の廃校になった小学校の一覧。対象となるのは、学制改革（1947年）以降に廃校となった小学校、および分校である。学校名は廃校当時のもの。廃校時に小学校（分校）が所在していた自治体がその後、合併によって消滅している場合は、現行の自治体に含める。また休校中の県内の小学校や分校は公式には存続していることとなっているが、便宜上本項に記載する。

## 北九州市
- 北九州市立天神島小学校（1968年堺町小と統合し小倉小へ）[1]
- 北九州市立堺町小学校（1968年天神島小と統合し小倉小へ）[1]
- 北九州市立頂吉小学校（1971年道原小へ統合）[2]
- 北九州市立城山小学校（1977年陣山小に統合。煤塵被害による人口減のため）[3]
- 北九州市立小倉小学校（1991年米町小と統合し北九州市立小倉中央小学校へ）[1]
- 北九州市立米町小学校（1991年小倉小と統合し小倉中央小へ）[1]
- 北九州市立平原小学校（1993年統合により北九州市立皿倉小学校へ）[4]
- 北九州市立尾倉小学校（同上）[4]
- 北九州市立天神小学校（同上）[4]
- 北九州市立庄司小学校（1995年門司小と統合し北九州市立門司中央小学校へ）[5]
- 北九州市立門司小学校（1995年庄司小と統合し門司中央小へ）[5]
- 北九州市立錦町小学校（1995年丸山小と統合し北九州市立門司海青小学校へ）[6]
- 北九州市立丸山小学校（1995年錦町小と統合し門司海青小へ）[6]
- 北九州市立若松小学校（1997年浜町小と統合し北九州市立若松中央小学校へ）[7]
- 北九州市立浜町小学校（1997年若松小と統合し若松中央小へ）[7]
- 北九州市立沢見小学校（1997年三六小と統合し北九州市立あやめが丘小学校へ）[8]
- 北九州市立三六小学校（1997年沢見小と統合しあやめが丘小へ）[8]
- 北九州市立古城小学校（1999年清見小と統合し北九州市立港が丘小学校古城校となり、2001年完全統合）[9]
- 北九州市立清見小学校（1999年古城小と統合し港が丘小清見校となり、2001年完全統合）[9]
- 北九州市立浅生小学校（2001年戸畑小と統合し北九州市立戸畑中央小学校へ）[10]
- 北九州市立戸畑小学校（2001年浅生小と統合し戸畑中央小へ）[10]
- 北九州市立大場谷小学校（2003年山の口小と統合し北九州市立ひびきが丘小学校へ）[11]
- 北九州市立山の口小学校（2003年大場谷小と統合しひびきが丘小へ）[11]
- 北九州市立平野小学校（2004年前田小と統合し北九州市立花尾小学校へ）[12]
- 北九州市立前田小学校（2004年平野小と統合し花尾小へ）[12]
- 北九州市立新道寺小学校平尾分校（2006年）[13]
- 北九州市立黒崎小学校（2007年陣山小と統合し北九州市立黒崎中央小学校へ）[14]
- 北九州市立陣山小学校（2007年黒崎小と統合し黒崎中央小へ）[14]
- 北九州市立山本小学校（2008年道原小と統合し北九州市立すがお小学校へ）[2]
- 北九州市立道原小学校（2008年山本小と統合しすがお小へ）[2]
- 北九州市立伊川小学校（2019年北九州市立松ヶ江北小学校へ統合）[15]
- 北九州市立北小倉小学校（2019年北九州市立中井小学校へ統合）[15]
- 北九州市立花房小学校安屋分校（2020年）[16]
- 北九州市立古前小学校（2022年修多羅小と統合し北九州市立くきのうみ小学校へ）[17]
- 北九州市立修多羅小学校 （2022年古前小と統合しくきのうみ小へ）[17]
- 北九州市立小森江東小学校（2023年小森江西小と統合し北九州市立小森江小学校へ）[18]
- 北九州市立小森江西小学校（2023年小森江東小と統合し小森江小へ）[18]

## 福岡市
- 福岡市立脇山小学校板屋分校（1979年）[19][注釈 1]
- 福岡市立冷泉小学校（1998年統合により福岡市立博多小学校へ）[20]
- 福岡市立奈良屋小学校（同上）[20]
- 福岡市立御供所小学校（同上）[20]
- 福岡市立大浜小学校（同上）[20]
- 福岡市立北崎小学校西浦分校（2010年）[21]
- 福岡市立住吉小学校〈初代〉（2012年美野島小と統合し住吉小〈2代目〉へ）[22]
- 福岡市立美野島小学校（2012年住吉小〈初代〉と統合し住吉小〈2代目〉へ）[22]跡地に新校舎を建設し、小・中学校を統合した「福岡市立住吉小中学校」として開校[23]。）
- 福岡市立舞鶴小学校〈旧〉（2014年福岡市立舞鶴中学校〈旧〉と統合し福岡市立舞鶴小中学校〈新〉へ）[24]
- 福岡市立大名小学校（同上）[24]
- 福岡市立簀子小学校（同上）[24]
- 福岡市立住吉小学校〈2代目〉（2015年住吉中〈旧〉と統合し福岡市立住吉小中学校へ）[22]

## 大牟田市
- 大牟田市立上内小学校四箇分校（1970年）[25]
- 大牟田市立三里小学校四ツ山分校（1972年）[26]
- 大牟田市立三川小学校（2006年三里小と統合し大牟田市立みなと小学校へ）[27]
- 大牟田市立三里小学校（2006年三川小と統合しみなと小へ）[28]
- 大牟田市立諏訪小学校（2010年川尻小と統合し大牟田市立天領小学校へ）[29]
- 大牟田市立川尻小学校（2010年諏訪小と統合し天領小へ）[29]
- 大牟田市立笹原小学校（2013年天道小と統合し大牟田市立天の原小学校へ）[30]
- 大牟田市立天道小学校（2013年笹原小と統合し天の原小へ）[30]
- 大牟田市立上官小学校（2016年大牟田小と統合し大牟田市立大牟田中央小学校へ）[31]
- 大牟田市立大牟田小学校（2016年上官小と統合し大牟田中央小へ）[31]
- 大牟田市立駛馬北小学校（2018年駛馬南小と統合して大牟田市立駛馬小学校へ）[32]
- 大牟田市立駛馬南小学校（2018年駛馬北小と統合して駛馬小へ）[32]

## 久留米市
- 久留米市立上津小学校ゆうかり分校（1974年）[注釈 2]
- 久留米市立下田小学校（2021年久留米市立城島小学校へ統合）[33]
- 久留米市立浮島小学校（同上）[33]
- 久留米市立青峰小学校（2025年久留米市立高良内小学校へ統合）

## 飯塚市
- 庄内町立赤坂小学校（1970年仁保小と統合し飯塚市立庄内小学校〈当時：庄内町立〉へ）[34]
- 庄内町立仁保小学校（1970年赤坂小と統合し庄内小へ）[34]
- 筑穂町立内野小学校弥山分校（1986年）[35]
- 筑穂町立内住小学校（1993年飯塚市立大分小学校〈当時：筑穂町立〉へ統合）[36]

## 田川市
- 田川市立弓削田小学校〈旧〉（2009年船尾小と統合し田川市立弓削田小学校〈新〉へ）[37]
- 田川市立船尾小学校（2009年弓削田小〈旧〉と統合し弓削田小〈新〉へ）[37]

## 柳川市
- 柳川市立豊原小学校（2025年統合により柳川市立やまと小学校へ）[38]
- 柳川市立大和小学校（同上）[38]
- 柳川市立六合小学校（同上）[38]
- 柳川市立皿垣小学校（同上）[38]
- 柳川市立有明小学校（同上）[38]
- 柳川市立中島小学校（同上）[38]

## 八女市
- 八女市立光友小学校（2010年統合により八女市立立花小学校へ）[39]
- 八女市立上辺春小学校（同上）[39]
- 八女市立下辺春小学校（同上）[39]
- 八女市立北山小学校（2011年白木小と統合し八女市立筑南小学校へ）[40][注釈 3]
- 八女市立白木小学校（2011年北山小と統合し筑南小へ）[40]
- 八女市立木屋小学校〈2代目〉（2014年八女市立黒木小学校へ統合）[41]
- 八女市立笠原小学校（同上）[41]
- 八女市立大淵小学校〈2代目〉（同上）[41]
- 八女市立北川内小学校（2017年八女市立上陽中学校と統合し義務教育学校の八女市立上陽北汭学園へ）[42]
- 八女市立矢部小学校（2020年八女市立矢部中学校と統合し義務教育学校の八女市立矢部清流学園へ）[43]
- 八女市立忠見小学校（2025年川崎小、八女市立見崎中学校と統合し義務教育学校の八女市立みさき学園へ）[44]
- 八女市立川崎小学校（2025年忠見小、見崎中と統合しみさき学園へ）[44]
- 上陽町立久木原小学校（1998年[45]）
- 上陽町立尾久保小学校（2002年[45]）
- 上陽町立下横山小学校（2002年[45]）
- 上陽町立上横山小学校（2002年東山小と統合し横山小へ）[45]
- 上陽町立東山小学校（2002年上横山小と統合し横山小へ）[45]
- 上陽町立横山小学校（2006年[45]）
- 黒木町立豊岡小学校（1978年串毛小と統合し黒木西小〈初代〉へ）[46]
- 黒木町立串毛小学校（1978年豊岡小と統合し黒木西小〈初代〉へ）[46]
- 黒木町立大淵小学校〈初代〉（1997年統合により大淵小〈2代目〉へ）[47]
- 黒木町立枝折小学校（同上）[47]
- 黒木町立平野小学校（同上）[47]
- 黒木町立剣持小学校（同上）[47]
- 黒木町立木屋小学校〈初代〉（2003年鶯西小と統合し木屋小〈2代目〉へ）[48]
- 黒木町立鶯西小学校（2003年木屋小〈初代〉と統合し木屋小〈2代目〉へ）[48]
- 黒木町立笠原東小学校（2004年[49]）
- 黒木町立黒木西小学校〈初代〉（2007年田代小と統合し八女市立黒木西小学校〈当時：黒木町立〉へ）[46]
- 黒木町立田代小学校（2007年黒木西小〈初代〉と統合し黒木西小〈2代目〉へ）[46]
- 黒木町立渡内小学校（2008年黒木小へ統合）[50]
- 星野村立星野小学校〈旧〉（2007年統合により八女市立星野小学校〈当時：星野村立〉へ）[51]
- 星野村立仁田原小学校（同上）[51]
- 星野村立小野小学校（同上）[51]
- 星野村立椋谷小学校（同上）[51]
- 星野村立椋谷小学校古塚分校（同上）[52]
- 矢部村立日出小学校（1971年矢部小〈初代〉へ統合）[53]
- 矢部村立御側小学校（1972年矢部小〈初代〉へ統合）[53]
- 矢部村立高巣小学校（1980年矢部小〈初代〉へ統合）[53]
- 矢部村立矢部小学校〈初代〉（2000年飯干小と統合し八女市立矢部小学校〈当時：矢部村立〉へ）[53]
- 矢部村立飯干小学校（2000年矢部小〈初代〉と統合し矢部小〈2代目〉へ）[53]

## 筑後市
- 筑後市立岡山小学校（1956年筑後市立羽犬塚小学校の一部と統合し筑後市立筑後小学校へ）[54]
- 筑後市立水田小学校（2025年統合により筑後市立筑後南小学校へ）[55]
- 筑後市立下妻小学校（同上）[55]
- 筑後市立古島小学校（同上）[55]

## 豊前市
- 豊前市立合河小学校（1997年統合により豊前市立合岩小学校へ）[56]
- 豊前市立郷山小学校（同上）[56]
- 豊前市立岩屋小学校（同上）[56]
- 豊前市立上川底小学校（同上[57]） - 地元有志などで作る「もみじ会」が運営する創作工房「もみじ学舎」として木造校舎を活用[57]。
- 豊前市立川内小学校（1999年豊前市立山田小学校へ統合[58]） - 2011年（平成23年）4月から教育相談所「すまいる・川内」として活用[58]。
- 豊前市立角田小学校〈旧〉（2002年畑小と統合し豊前市立角田小学校〈新〉へ）[59]
- 豊前市立畑小学校（2002年角田小〈旧〉と統合し角田小〈新〉へ）[59]

## 筑紫野市
- 筑紫野市立龍岩小学校（1982年筑紫野市立吉木小学校へ統合）[60]

## 大野城市
- 大野町立牛頸小学校（1971年大野城市立大野南小学校〈当時：大野町立〉開校に伴い廃校）[61]

## 宗像市
- 玄海町立田島小学校（1964年神湊小と統合し宗像市立玄海小学校〈当時：玄海町立〉へ）[62]
- 玄海町立神湊小学校（1964年田島小と統合し玄海小へ）[62]
- 玄海町立池野小学校（1972年岬小と統合し宗像市立玄海東小学校〈当時：玄海町立〉へ）[63]
- 玄海町立岬小学校（1972年池野小と統合し玄海東小へ）[63]
- 宗像市立大島小学校（2018年大島中と統合し義務教育学校の宗像市立大島学園へ）[64]

## 糸島市
- 糸島市立長糸小学校白糸分校（2005年休校、2007年再開、2012年再休校、2013年廃校）[65][注釈 4]
- 糸島市立怡土小学校王丸分校（2019年）[66]
- 前原町立雷山小学校雷分校（1969年）[67]
- 志摩町立芥屋小学校（1970年小富士小と統合し糸島市立引津小学校〈当時：志摩町立〉へ）[68]
- 志摩町立小富士小学校（1970年芥屋小と統合し引津小へ）[68]

## うきは市
- うきは市立姫治小学校（2018年うきは市立御幸小学校へ統合）[69]
- うきは市立妹川小学校（2019年御幸小へ統合）[70]
- うきは市立小塩小学校（2020年御幸小へ統合）[71]
- 吉井町立船越小学校（1990年）

## 宮若市
- 宮若市立若宮南小学校（2011年若宮小へ統合）[72]
- 宮若市立笠松小学校（2017年統合により宮若市立宮若西小学校へ）[73]
- 宮若市立若宮小学校（同上）[73]
- 宮若市立山口小学校（同上）[73]
- 宮若市立若宮西小学校（同上）[73]
- 宮若市立吉川小学校（同上）[73]
- 宮若市立宮田東小学校（2022年宮田小と統合し宮若市立光陵小学校へ）[74]
- 宮若市立宮田小学校（2022年宮田東小と統合し光陵小へ）[74]
- 宮田町立大之浦小学校（1972年統合により宮田小へ）
- 宮田町立菅牟田小学校（同上）
- 宮田町立緑ヶ丘小学校（同上）
- 宮田町立満之浦小学校（1971年笠松小[75]と宮若市立宮田南小学校[76]〈当時：宮田町立〉へ分割統合）

## 朝倉市
- 朝倉市立杷木小学校〈旧〉（2018年統合により朝倉市立杷木小学校〈新〉へ）[77]
- 朝倉市立松末小学校（同上）[77]
- 朝倉市立志波小学校（同上）[77]
- 朝倉市立久喜宮小学校（同上）[77]
- 甘木市立秋月小学校〈旧〉（1970年統合により朝倉市立秋月小学校〈当時：甘木市立〉へ）[78]
- 甘木市立安川小学校（同上）[78]
- 甘木市立江川小学校（同上）[78]
- 甘木市立上秋月小学校（同上）[78]
- 甘木市立黒川小学校（1995年）[79]
- 甘木市立佐田小学校（2001年）[80]

## 嘉麻市
- 嘉麻市立大隈小学校（2014年統合により嘉麻市立嘉穂小学校へ[81]）
- 嘉麻市立宮野小学校（同上[81]）
- 嘉麻市立宮野小学校桑野分校（同上）[82]
- 嘉麻市立足白小学校（同上[81]）
- 嘉麻市立千手小学校（同上[81]）
- 嘉麻市立泉河内小学校（同上[81]）
- 嘉麻市立碓井小学校（2023年嘉麻市立碓井中学校と統合し嘉麻市立碓井義務教育学校へ）[83]
- 嘉麻市立稲築西小学校（2023年嘉麻市立稲築中学校と統合し嘉麻市立稲築西義務教育学校へ）[83]
- 嘉麻市立稲築東小学校（2023年嘉麻市立稲築東中学校と統合し嘉麻市立稲築東義務教育学校へ）[83]
- 稲築町立岩崎小学校（1976年平小の一部と統合し稲築西小へ）[84]
- 稲築町立平小学校（1978年鴨生小と統合し稲築東小へ）[85]
- 稲築町立鴨生小学校（1978年平小と統合し稲築東小へ）[85]
- 山田市立上山田小学校〈旧〉（1990年大橋小と統合し嘉麻市立上山田小学校〈当時：山田市立〉へ）[86]
- 山田市立大橋小学校（1990年上山田小〈旧〉と統合し上山田小〈新〉へ）[86]

## みやま市
- みやま市立山川東部小学校（2016年統合によりみやま市立桜舞館小学校へ）[87]
- みやま市立山川南部小学校（同上）[87]
- みやま市立飯江小学校（同上）[87]
- みやま市立竹海小学校（同上）[87]
- みやま市立下庄小学校（2020年統合によりみやま市立瀬高小学校へ）[88]
- みやま市立本郷小学校（同上）[88]
- みやま市立上庄小学校（同上）[88]
- みやま市立二川小学校（2023年統合によりみやま市立高田小学校へ）[83]
- みやま市立江浦小学校（同上）[83]
- みやま市立開小学校（同上）[83]
- みやま市立岩田小学校（同上）[83]

## 那珂川市
- 那珂川町立五ヶ山小学校（1966年那珂川市立南畑小学校〈当時：那珂川町〉へ統合）[89]

## 糟屋郡
- 宇美町立原田小学校（1971年神武原小と統合し宇美町立宇美東小学校へ）[90]
- 宇美町立神武原小学校（1971年原田小と統合し宇美東小へ）[90]

## 鞍手郡
- 小竹町立小竹南小学校（2025年小竹北小、小竹西小と統合し小竹町立みらい小学校へ）
- 小竹町立小竹北小学校（2025年小竹南小、小竹西小と統合しみらい小へ）
- 小竹町立小竹西小学校（2025年小竹南小、小竹北小と統合しみらい小へ）

## 朝倉郡
- 東峰村立小石原小学校（2011年宝珠山小と統合し東峰村立東峰小学校へ）[91]
- 東峰村立宝珠山小学校（2011年小石原小と統合し東峰小へ）[91]

## 田川郡
- 香春町立香春小学校（2021年義務教育学校香春町立香春思永館へ再編）[92]
- 香春町立勾金小学校（同上）[92]
- 香春町立中津原小学校（同上）[92]
- 香春町立採銅所小学校（同上）[92]
- 添田町立中元寺小学校大藪分校（1969年）
- 添田町立英彦山小学校（2002年落合小へ統合）
- 添田町立津野小学校（2022年休校、2025年統合により添田町立添田小学校〈新〉へ）[93]
- 添田町立添田小学校〈旧〉（2025年統合により添田小〈新〉へ）[93]
- 添田町立中元寺小学校（同上）[93]
- 添田町立真木小学校（同上）[93]
- 添田町立落合小学校（同上）[93]
- 川崎町立大峰小学校（2006年川崎町立川崎東小学校へ統合）[94]

跡地は「大峰ふれあいセンター」になっており、その一角に2015年（平成27年）に「川崎町歴史民俗資料室」が開設された。
- 川崎町立安宅小学校（2006年川崎町立真崎小学校へ統合）[94]
- 赤村立赤小学校上赤分校（2024年休校）[96]
- 福智町立金田小学校（2020年福智町立金田中学校と統合し福智町立金田義務教育学校へ）[97]

## 京都郡
- みやこ町立犀川小学校〈旧〉（2020年統合によりみやこ町立犀川小学校〈新〉へ）[98]
- みやこ町立柳瀬小学校（同上）[98]
- みやこ町立上高屋小学校（同上）[98]
- みやこ町立城井小学校（同上）[98]
- みやこ町立節丸小学校（2022年豊津小〈初代〉へ統合）[99]
- みやこ町立豊津小学校〈初代〉（2024年祓郷小と統合しみやこ町立豊津小学校〈2代目〉へ）[100]
- みやこ町立祓郷小学校（2024年豊津小〈初代〉と統合し豊津小〈2代目〉へ）[100]
- 犀川町立帆柱小学校（1998年みやこ町立伊良原小学校〈当時：犀川町立〉へ統合）[101]

## 築上郡
- 築上町立小山田小学校
- 築上町立船迫小学校
- 築上町立寒田小学校（2004年）[102]
- 椎田町立岩丸小学校（1999年築上町立葛城小学校〈当時：椎田町立〉へ統合）[103]
- 上毛町立西友枝小学校（2010年上毛町立友枝小学校へ統合）[104]
- 大平村立原井小学校（1975年唐原小学校原井分校になった[105]後、廃止（時期不明））
- 大平村立東上小学校（2004年友枝小へ統合）[104]